# 中村義春
中村 義春（なかむら よしはる）は、日本の声楽家（バリトン）、オペラ歌手、音楽教育者、合唱指揮者、作曲家。東京学芸大学名誉教授、洗足学園音楽大学名誉教授。

## 経歴
1956年（昭和31年）東京藝術大学声楽科卒業。畑中良輔、小池寿郷に師事。
公式デビューは1957年（昭和32年）二期会 ビゼー『カルメン』モラレスとなっている（それ以前の記録もある。後述）。以後、ブリテン『夏の夜の夢』ディミトリアス、プッチーニ『蝶々夫人』シャープレス、ロッシーニ『セヴィリアの理髪師』フィガロ、ヨハン・シュトラウス2世『こうもり』フランク、レオンカヴァッロ『道化師』シルヴィオ等に出演。
特に室内歌劇や日本の創作オペラに意欲的に取り組んでおり、石桁眞禮生『駈込』、佐藤眞『芥子の天人』、オムニバス・オペラ『小判狂言』、浦田健次郎『トントコトン物語』、飯田隆『真説カチカチ山』、石桁眞禮生『卒塔婆小町』等に出演。その他、NHKテレビオペラ 間宮芳生『ニホンザル・スキトオリメ』、石桁眞禮生『魚服記』にも出演。1974年（昭和49年）ザルツブルク・テレビオペラコンクールにNHKからの出品作 池辺晋一郎『死神』に出演、審査員特別賞を受賞した。
コンサートにおいても、フォーレ『レクイエム』、『第九』のバリトンソロ等を務めている。
歌曲の分野においても、1975年度（昭和50年度）文化庁芸術祭において、石桁眞禮生の歌曲による「瀬山詠子・中村義春ジョイント・リサイタル」の成果に対し優秀賞を受賞した。

## 音楽教育者として
東京学芸大学教授、NHK放送講師、日本教育大学協会全国音楽部門大学部会長などを歴任。現在、東京学芸大学名誉教授、洗足学園大学名誉教授。
教育者として優れ、教えを受けた多数の音楽家が各方面で活躍している。門下生には、小濱妙美、稲富祐香子、藤川泰彰、藤井宏樹、畠山茂、藤谷佳奈枝、片桐充千子、亀井陽二、坂本かおる、新実真琴、中島裕紀、鈴木恵子、廣石雄司、佐竹由美、岩﨑恭男、三木ユリ、近藤直子、金木美沙枝、吉見佳晃、田島由衣、平尾弘之、十日谷正子、矢野一誠、益子悦子、相澤宏一、山田典子、大貫浩史、渡邊光太郎、徳井えりな、酒井寛子、中村皇、由比昌子、飯塚道夫、小沢祐美子、牛野亮介、鬼無律友、杉ノ内由紀、山本早苗、小島聖史、福井香織、松崎郁未、河口教昌、佐々木桂子、小比賀美紀、佐川雅夫、溝田和子、寺門芳子、加行尚などがいる。
アマチュアとも関わりがあり、コーロ・こせやま（共立女子大学OG合唱団）、若葉台混声合唱団の指揮者を務めるとともに、東京学芸大学混声合唱団、東京カントライおよび青山学院大学グリーンハーモニー合唱団のヴォイストレーナーを務めている。
1984年度（昭和59年度）NHK全国学校音楽コンクール 全国コンクール高等学校の部、1985年度（昭和60年度）NHK全国学校音楽コンクール 全国コンクール小学校の部の審査員を務めたのをはじめ、東洋英和女学院中学部の合唱コンクールの審査を例年行なうなど、合唱等の行事の審査員・講師も多数務めている。

## 楽界活動
- 二期会理事（元）[1]
- 二期会オペラスタジオ運営委員長（元）[1]
- 二期会会員[63]
- 2009年9月27日 横浜市旭区誕生40周年・横濱開港150周年 旭記念コンサートの音楽監督を務める[64]。
- 横浜音楽文化協会名誉会員[65]

## オペラ出演歴
昭和音楽大学オペラ情報センターの記録による。
- 1954年12月 二期会 石桁眞禮生『河童譚』河童4[67]
- 1955年10月 - 11月 藤原歌劇団 二期会 江口・宮舞踊団 團伊玖磨『ききみみずきん』村の男[68]
- 1956年10月 - 11月 文部省芸術祭執行委員会 東京都教育委員会 （財）都民劇場 リヒャルト・シュトラウス『薔薇の騎士』（日本初演）料亭の給仕四人の一人[69]
- 1956年11月 - 12月 二期会 ビゼー『カルメン』モラレス[70]
- 1957年1月 二期会 ビゼー『カルメン』モラレス[71]
- 1957年4月 - 6月 二期会 グルリットオペラ協会 藤原歌劇団 ヴェルディ『椿姫』ドフォール[72]
- 1957年10月 二期会研究生第1期生卒業公演 創作歌劇の夕べ 石桁眞禮生『卒塔婆小町』男B[73]
- 1957年11月 - 12月 二期会 ヨハン・シュトラウス2世『蝙蝠』フランク典獄[74]
- 1957年12月 日本フィルハーモニー交響楽団第5回定期演奏会 ラヴェル『子供と呪文』（コンサート形式）黒猫[75]
- 1958年5月 横浜労音 ペルゴレージ『奥様女中』ウベルト[76]
- 1958年7月 二期会研究生第2回オペラ試演会 ペルゴレージ『奥様女中』ウベルト[77]
- 1959年4月 二期会研究生第2期生卒業公演 清水脩『青空を射つ男』みのる[78]
- 1959年7月 二期会 ヴェルディ『椿姫』ドゥフォール[79]
- 1959年8月 二期会 ロッシーニ『セヴィラの理髪師』フィガロ[80]
- 1960年11月 二期会 ニコライ『ウィンザーの陽気な女房たち』ドクター カーユス[81]
- 1961年5月 東京コラリアーズ ガーシュウィン『ポギーとベス』（ハイライト上演）クラウン[82]
- 1961年8月 東京コラリアーズ ガーシュウィン『ポギーとベス』（コンサート形式）クラウン[83]
- 1962年2月 - 3月 東京労音 レオンカヴァッロ『道化師』シルヴィオ[84]
- 1962年5月 - 6月 二期会 ブリテン『真夏の夜の夢』ディミートリアス[85]
- 1963年1月 二期会 ヨハン・シュトラウス2世『こうもり』フランク典獄[86]
- 1963年4月 - 6月 二期会 東京労音 プッチーニ『お蝶夫人』シャープレス[87][88]
- 1963年7月 毎日新聞社 山形県 東京文化会館 都民劇場 ヴェルディ『椿姫』ドゥフォール男爵[89]
- 1964年2月 日生劇場 ヒンデミット『ロング・クリスマス・ディナー』ブランドン[90]
- 1966年3月 NHK 間宮芳生『ニホンザル・スキトオリメ』絵かきザル・ソノトオリメ[91]
- 1968年3月 NHK 石桁眞禮生『魚服記』兄・三郎[92]
- 1968年11月 創作オペラ協会 石桁眞禮生『駈込』語り手（男）[93]
- 1969年10月 創作オペラ協会 飯田隆『真説カチカチ山』男[94]
- 1969年11月 - 12月 二期会 モーツァルト『魔笛』僧侶2[95]
- 1970年2月 東京室内歌劇場 ジャン・カルロ・メノッティ『霊媒』ゴビノー氏[96]
- 1970年9月 東京室内歌劇場 バーンスタイン『タヒチ島事件』サム[97]
- 1970年12月 東京室内歌劇場 『ダニエル物語』僧[98]
- 1971年2月 創作オペラ協会 佐藤眞『芥子の天人』長兵衛[99]
- 1971年5月 東京室内歌劇場 プーランク『ティレシアスの乳房』総支配人[100]
- 1971年11月 二期会 オッフェンバック『ホフマン物語』ジュリエッタの景 シュレミル[101]
- 1971年12月 東京室内歌劇場 ジャン・カルロ・メノッティ『アマールと夜の訪問者』ナルヒョール[102]
- 1972年2月 創作オペラ協会 オムニバス・オペラ『小判狂言』[103]
  - 第一話 田中均『意地』奥田
  - 第二話 金光威和雄『詐欺』人足B
  - 第三話 飯沼信義『裁き』芳さん
- 1972年11月 創作オペラ協会 飯田隆『真説カチカチ山』（改訂版）男[104]
- 1972年12月 東京室内歌劇場 オルフ『賢い女』ラバを連れた男[105]
- 1975年2月 東京室内歌劇場 ブリテン『隅田川－カーリュー・リヴァー』修道士（旅人）[106]
- 1975年9月 - 10月 東京室内歌劇場 ジャン・カルロ・メノッティ『アメリア舞踏会へ行く』夫[107]
- 1975年11月 創作オペラ協会 浦田健次郎『釘－トントコトン物語』山田[108]
- 1977年1月 創作オペラ協会 オムニバス・オペラ『小判狂言』[109]
  - 第一話 田中均『意地』塙
  - 第二話 金光威和雄『詐欺』人足C
  - 第三話 飯沼信義『機略』（出演なし）
- 1977年7月 東京室内歌劇場 石桁眞禮生『卒塔婆小町』詩人[110]
- 1978年10月 東京室内歌劇場 オルフ『賢い女』ラバを連れた男[111]

## 創作テレビオペラ
- 1971年7月25日 NHKアナログ教育テレビ 芸術劇場 オペラ『死神』－「ザルツブルク・テレビ・オペラ」優秀賞受賞－[4][112]
  - 作：今村昌平
  - 作曲：池辺晋一郎
  - 演出：杉理一
  - 死神：斎藤昌子
  - 早川貫（葬儀屋）：中村義春
  - その妻たつ：成田絵智子
  - 松本青年：曾我淑人
  - 金丸製薬社長：高橋大海
  - 若い葬儀屋：斎藤忠生
  - 書生（金丸家）：山田純彦
  - 医師（金丸家）：栗本正
  - 代貸（鬼虎組）：小田清
  - 医師（鬼虎組）：竹沢嘉明 ほか
  - ユニオン・プロダクション
  - 劇団若草
  - 鳳プロ
  - 合唱：東京放送合唱団
  - 管弦楽：NHK交響楽団
  - 指揮：若杉弘
  - プロデューサー：三善清達
- 1971年8月29日 NHKアナログ教育テレビ オペラ『死神』（再放送）[4][112]

## 主なディスコグラフィー
- LP フランツ・ヴュルナー：コールユーブンゲン - 範唱：瀬山詠子／中村義春 伴奏：伊藤栄一 解説：畑中良輔 - TS-7022[113]
- LP 三木稔『阿波の子ダヌキ譚』徳島少年少女合唱団 日本音楽集団 日本コロムビア[114]

## 著書
- 声楽ライブラリー 歌唱へのアドバイス 2 共著 音楽之友社[115]

## 作曲作品
現認できたもののみを記した。
- 川崎市立宿河原小学校校歌（作詞：飯塚秀吉）[116]